# Język salas
Język salas, także: salas gunung, lenkaitahe, liambata – język austronezyjski używany w prowincji Moluki w Indonezji. Według danych z 1989 r. posługuje się nim 50 osób.
Jego użytkownicy zamieszkują wieś Salas na wyspie Seram (kecamatan Bula, rejon zatoki Waru). Większość osób zna też język masiwang. Według Ethnologue znajduje się na skraju wymarcia.
Został wyróżniony jako odrębny język przez autorów analizy leksykostatystycznej z 1989 r. Jednocześnie publikacja Atlas bahasa tanah Maluku podaje „liambata” jako jedną z nazw języka liana-seti. J.T. Collins (1983) włączył salas gunung i benggoi pod pojęcie języka seti. W artykule z 1931 r. zawarto pewne dane gramatyczne nt. liambata, zapewne pochodzące właśnie z tego języka.